# Кварелцкалі
Кварелцкалі (груз. ყვარელწყალი) — село в Грузії.
За даними перепису населення 2014 року в селі проживає 295 осіб.